# Oecetis cinerascens
Oecetis cinerascens is een schietmot uit de familie Leptoceridae. De soort komt voor in het Nearctisch gebied.